# Kathleen Supové
Kathleen Supové je americká klavíristka, manželka hudebního skladatele Randalla Woolfa. Narodila se v Portlandu a nejprve studovala na Pomona College, později na Juilliard School. Hrála například skladby od Terryho Rileyho, Neila Rolnicka, Louise Andriessena či svého manžela Randalla Woolfa. Rovněž byla členkou skupiny Dr. Nerve, kterou vedl kytarista Nick Didkovsky. V roce 2012 získala cenu Johna Cage organizace ASCAP.

## Diskografie

### Sólová
- Infusion: Four Works for Piano and Orchestra (2006)
- The Debussy Effect (2016)
- Eye to Ivory (2019)

### Ostatní
- From Silence; Nataraja; Ritual Melodies (Jonathan Harvey, 1992)
- Wes York (Wes York, 1993)
- Works for Piano (Robert Carl, 1995)
- Overstepping (Eve Beglarian, 1998)
- Rock Steady (Randall Woolf, 1998)
- Tunnel - Funnel (Daniel Goode, 1998)
- Kilter (Mary Ellen Childs, 1999)
- Play Nice (Twisted Tutu, 1999)
- Ereia (Doctor Nerve & Sirius String Quartet, 2000)
- Awakening at the Inn of the Birds (Michael Byron, 2003)
- Digits (Neil Rolnick, 2006)
- Ash (Molly Thompson, 2007)
- The Monkey Farm (Doctor Nerve, 2009)
- Someone Will Take Care of Me (Corey Dargel, 2010)
- The Gift of Shame (Doctor Nerve, 2012)
- For Those Who Are, Still (William Parker, 2015)
- Pieces for People (Paula Matthusen, 2015)
- Ex Machina (Neil Rolnick, 2016)